# Chambost-Allières
Chambost-Allières es una comuna francesa situada en el departamento de Ródano, de la región de Auvernia-Ródano-Alpes.

## Geografía
La comuna es situada en el valle del río Azergues, afluente del Saona. En ella se encuentran dos villas, Chambost y Allières.

## Demografía
| 581 | 606 | 658 | 658 | 618 | 617 | 794 |
| Para los censos de 1962 a 1999 la población legal corresponde a la población sin duplicidades (Fuente: INSEE [Consultar]) |     |     |     |     |     |     |